# Якушев, Валерий Васильевич
Валерий Васильевич Якушев (23 февраля 1941 года, Нижний Тагил, Свердловская область) — депутат Государственной думы Федерального Собрания Российской Федерации шестого созыва. Член фракции «Единая Россия».

## Биография
Родился 23 февраля 1941 года в Нижнем Тагиле Свердловской области.
В 1972 году окончил Украинский заочный индустриальный техникум Министерства чёрной металлургии УССР.
С 1959 года по 2011 год работал подручным сталевара, сталеваром в мартеновском цехе Уралвагонзавода в Нижнем Тагиле.
С 4 декабря 2011 года избран по региональному списку от Свердловской области. Член комитета по регламенту и организации работы Государственной думы.

## Звания и награды
Почётный металлург, заслуженный работник Уралвагонзавода.